# Sân bay quốc tế Cabo San Lucas

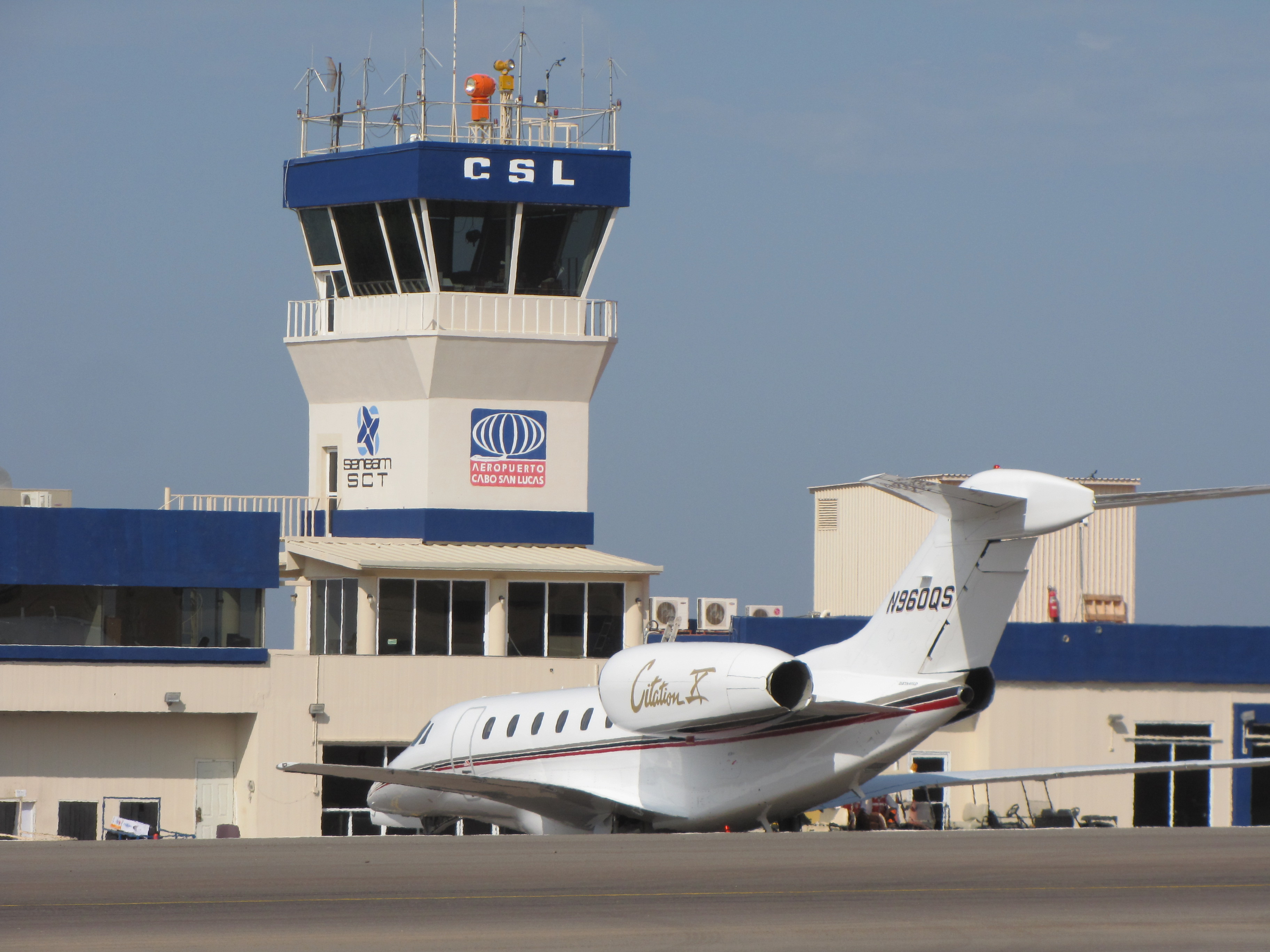
Sân bay quốc tế Cabo San Lucas

Sân bay Cabo San Lucas (IATA: CSL, ICAO: MMSL) là một sân bay quốc tế nằm cách Cabo San Lucas 4,5 dặm về phía tây bắc, Baja California Sur, México. Đang có kế hoạch nâng đầu tư nâng cấp kéo dài đường băng, hỗ trợ kiểm soát không lưu và các trang thiết bị mặt đất khác.

## Các hãng hàng không và các tuyến điểm
- Aéreo Calafia (Ciudad Obregón, Culiacán, La Paz, Loreto, Los Mochis, Mazatlán, Puerto Vallarta)

## Các hãng cho thuê xe hơi tại sân bay
- Dollar Rental Cars - Cabo San Lucas
- Payless Rental Cars - Cabo San Lucas Lưu trữ ngày 4 tháng 4 năm 2018 tại Wayback Machine